# Lithophaga
Lithophaga is een geslacht van tweekleppigen uit de familie Mytilidae. De naam van het geslacht werd gepubliceerd in 1798 door Peter Friedrich Röding, die de nagelaten schelpenverzameling van de overleden Joachim Friedrich Bolten catalogeerde en van wetenschappelijke benamingen volgens het systeem van Carl Linnaeus voorzag.

## Soorten
- Lithophaga aristata (Dillwyn, 1817)
- Lithophaga attenuata (Deshayes, 1836)
- Lithophaga calyculata Carpenter, 1857
- Lithophaga canalifera (Hanley, 1843)
- Lithophaga corrugata (Philippi, 1846)
- Lithophaga cylindrica (Krauss, 1848)
- Lithophaga dahabensis Kleemann, 2008
- Lithophaga divaricalx Iredale, 1939
- Lithophaga hanleyana (Reeve, 1857)
- Lithophaga hastasia Olsson, 1961
- Lithophaga laevigata (Quoy & Gaimard, 1835)
- Lithophaga lepteces Wang, 1997
- Lithophaga lessepsiana (Vaillant, 1865)
- Lithophaga lithophaga (Linnaeus, 1758)
- Lithophaga lithura Pilsbry, 1905
- Lithophaga malaccana (Reeve, 1857)
- Lithophaga mucronata (Philippi, 1846)
- Lithophaga nasuta (Philippi, 1846)
- Lithophaga nelsoniana Suter, 1917 †
- Lithophaga obesa (Philippi, 1847)
- Lithophaga paraplumula Kleemann & Maestrati, 2012
- Lithophaga parapurpurea Kleemann, 2008
- Lithophaga peruviana (d'Orbigny, 1846)
- Lithophaga plumula (Hanley, 1843)
- Lithophaga pulchra Jousseaume, 1919
- Lithophaga punctata Kleemann & Hoeksema, 2002
- Lithophaga purpurea Kleemann, 1980
- Lithophaga robusta Jousseaume in Lamy, 1919
- Lithophaga simplex Iredale, 1939
- Lithophaga straminea (Reeve, 1857)
- Lithophaga subattenuata Kleemann & Maestrati, 2012
- Lithophaga teres (Philippi, 1846)